# Raymond d'Alfaro

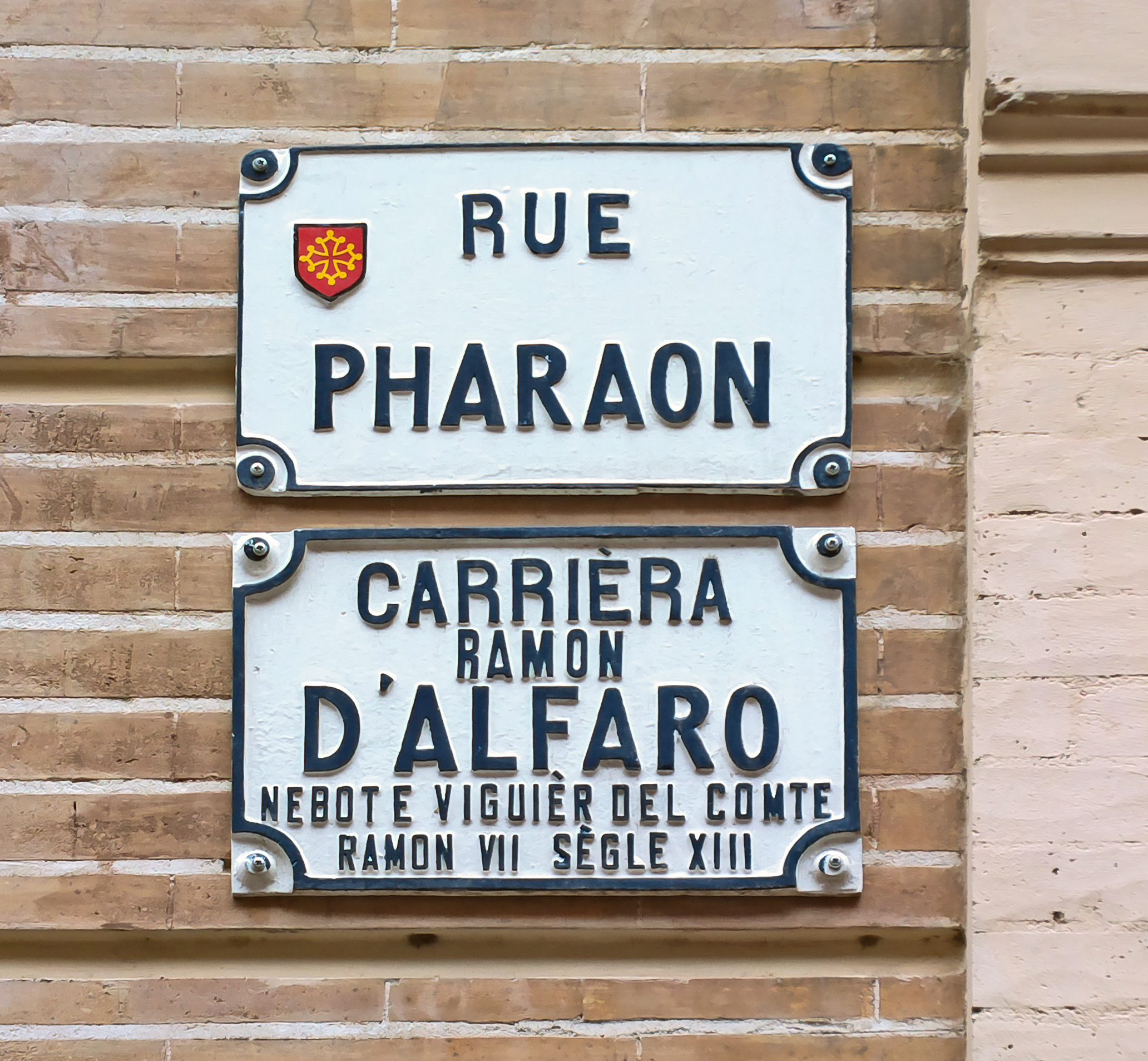
Plaque de la carrièra Ramon d'Alfaro à Toulouse, nommée en son honneur.

Raymond d'Alfaro (en occitan: Ramon d'Alfaro) était, comme son père Hugues d'Alfaro, un ric chevalier et sénéchal de l'Agenais au service du son oncle le comte Raymond VII de Toulouse. Viguier du comte, et baille de Castelsarrasin et d'Avignonet,,, Raymond est impliqué dans le massacre d'Avignonet de 1242, allié aux faydits de Montségur et du Lauragais.